# 岩波講座 情報科学
岩波講座 情報科学（いわなみこうざ じょうほうかがく）は、情報科学を専門とする学部生から専門家向けの教科書を主に念頭に執筆・編纂された叢書である。岩波書店から1981年から1983年にかけて出版された。編集委員の相磯秀夫、伊理正夫、高橋秀俊、長尾真、森口繁一、米田信夫という顔ぶれからもわかるように、構成は基盤的な内容から応用まで、また理論的な内容から工学的実際的な内容まで幅広くにわたり、それぞれの第一人者が書いている。発展の著しい分野であることもあり、また、後に出た「岩波コンピュータサイエンス」や「岩波講座 ソフトウェア科学」のほうが一般によく参照されるものもあるが、一方で執筆時点でのその分野の状況を読み取ることができる、といったような場合もある。

## 構成
| 巻 | 題名                                   | 編著者                     | 発行年 |
| -- | -------------------------------------- | -------------------------- | ------ |
| 1  | 情報科学の歩み                         | 高橋秀俊                   | 1983   |
| 2  | 電子計算機への手引き                   | 森口、筧、高澤             | 1982   |
| 3  | プログラムの読み方                     | 森口、小林、武市           | 1981   |
| 4  | 情報と符号の理論                       | 宮川、原島、今井           | 1982   |
| 5  | 情報ネットワークの理論                 | 野口、木村、大庭           | 1982   |
| 6  | オートマトン・形式言語理論と計算論     | 福村、稲垣                 | 1982   |
| 7  | 論理と意味                             | 長尾真、淵                 | 1983   |
| 8  | 情報の構造とデータベース               | 長尾、片山、植村           | 1983   |
| 9  | プログラム言語                         | 米田信夫                   | 1983   |
| 10 | 基本的算法                             | 野下、高岡、町田           | 1983   |
| 11 | データ管理算法                         | 渋谷、山本                 | 1983   |
| 12 | 算法表現論                             | 木村、米澤                 | 1982   |
| 13 | 順序機械                               | 当麻、内藤、南谷           | 1983   |
| 14 | 計算機の機能と構造                     | 矢島脩三                   | 1982   |
| 15 | 計算機アーキテクチャ                   | 相磯秀夫、飯塚、元岡、田中 | 1982   |
| 16 | オペレーティング・システムの機能と構成 | 高橋、土居、益田           | 1983   |
| 17 | 離散数学                               | 高橋、藤重                 | 1981   |
| 18 | 数値計算                               | 森、名取、鳥居             | 1982   |
| 19 | 最適化                                 | 西川、三宮、茨木           | 1982   |
| 20 | 信号処理とシステム制御                 | 有本卓                     | 1982   |
| 21 | パターン認識と図形処理                 | 長尾真                     | 1983   |
| 22 | 人工知能                               | 白井、辻井                 | 1982   |
| 23 | 数と式と文の処理                       | 伊理正夫                   | 1981   |
| 24 | 生体における情報処理                   | 南雲仁一                   | 1982   |